# Diocesi di Uromi
La diocesi di Uromi (in latino Dioecesis Uromiensis) è una sede della Chiesa cattolica in Nigeria suffraganea dell'arcidiocesi di Benin City. Nel 2022 contava 183.200 battezzati su 910.000 abitanti. È retta dal vescovo Donatus Aihmiosion Ogun, O.S.A.

## Territorio
La diocesi comprende le seguenti aree di governo locale dello stato di Edo in Nigeria: Esan West, Esan Central, Esan North-East, Esan South-East e Igueben.
Sede vescovile è la città di Uromi, dove si trova la cattedrale di Sant'Antonio di Padova.
Il territorio è suddiviso in 18 parrocchie.

## Storia
La diocesi è stata eretta il 14 dicembre 2005 con la bolla Cunctae catholicae Ecclesiae di papa Benedetto XVI, ricavandone il territorio dall'arcidiocesi di Benin City.

## Cronotassi dei vescovi
Si omettono i periodi di sede vacante non superiori ai 2 anni o non storicamente accertati.
- Augustine Obiora Akubeze (14 dicembre 2005 - 18 marzo 2011 nominato arcivescovo di Benin City)
  - Sede vacante (2011-2014)
- Donatus Aihmiosion Ogun, O.S.A., dal 6 novembre 2014

## Statistiche
La diocesi nel 2022 su una popolazione di 910.000 persone contava 183.200 battezzati, corrispondenti al 20,1% del totale.
| anno | popolazione | popolazione | popolazione | presbiteri | presbiteri | presbiteri | presbiteri                | diaconi | religiosi | religiosi | parrocchie |
| anno | battezzati  | totale      | %           | numero     | secolari   | regolari   | battezzati per presbitero | diaconi | uomini    | donne     | parrocchie |
| ---- | ----------- | ----------- | ----------- | ---------- | ---------- | ---------- | ------------------------- | ------- | --------- | --------- | ---------- |
| 2005 | 102.045     | 787.884     | 13.0        | 48         | 13         | 61         | 1.672                     |         |           | 29        | 15         |
| 2010 | 119.738     | 827.050     | 14,5        | 51         | 42         | 9          | 2.347                     |         | 34        | 34        | 19         |
| 2014 | 140.526     | 947.851     | 14,8        | 77         | 60         | 17         | 1.825                     |         | 56        | 37        | 20         |
| 2017 | 191.300     | 954.000     | 20,1        | 93         | 71         | 22         | 2.056                     |         | 62        | 45        | 18         |
| 2020 | 193.400     | 941.000     | 20,6        | 97         | 77         | 20         | 1.993                     |         | 72        | 50        | 18         |
| 2022 | 183.200     | 910.000     | 20,1        | 105        | 87         | 18         | 1.744                     |         | 27        | 59        | 18         |